# KCN京都
株式会社KCN京都（ケイシーエヌきょうと、Kintetsu Cable Network Kyoto Corporation）は、京都府相楽郡精華町に本社がある近鉄グループのケーブルテレビ局である。2007年8月1日に近鉄ケーブルネットワーク京都支店とキネットが経営統合し、キネットから社名変更して再スタートした。

## 本社所在地
- 京都府相楽郡精華町光台一丁目7番地 けいはんなプラザ ラボ棟8F

## 略歴
- 1992年（平成4年）4月8日 - キネットとして設立。
- 1993年（平成5年）6月18日 - 開局。
- 2000年（平成12年）8月 - インターネット接続サービス開始。
- 2002年（平成14年）4月 - 専用線サービス開始。
- 2003年（平成15年）8月 - ケーブルテレビIP電話サービス開始。
- 2007年（平成19年）8月1日 - 近鉄ケーブルネットワーク京都支店（解散会社）とキネット（存続会社）が経営統合・独立し「KCN京都」となる。
- 2021年（令和3年）4月1日 - サービスエリアを相楽郡笠置町と南山城村に拡大。
  - 経緯については笠置ケーブルテレビ参照。

### キネットとKCN京都支社の経営統合について
キネットはそれまで木津川市・精華町のいわゆる「関西文化学術研究都市」をサービスエリアとしていたが、京田辺市に事業を拡大する計画があったことから、それまで業務提携（かつ筆頭株主）の関係にあった近鉄ケーブルネットワークと経営を一体化して合理的な経営を進めることが地域情報発信にも合理的であるとして、KCN京都支社をKCN本体から分離・独立した上でキネットと経営統合し、また広く京都府南部エリアにおけるKCNブランドを浸透することを念頭に現在の名称を変更したものである。
なお「キネット」の名称は「関西文化学術研究都市の情報発信局」の意味の英語「Kansai Scienece City Information Network」の頭文字の一部からとったものである（アーカイブサイト参照）。

## サービスエリア
全て京都府。

### KCN京都/本社・キネット局（旧キネット）
- 相楽郡精華町
- 木津川市（旧・山城町を除く）
- 京田辺市（京阪東ローズタウンはオプテージ（旧ケイ・キャット）が行っているため除く）
- 相楽郡笠置町
- 相楽郡南山城村

### KCN京都/宇治・城陽局（旧近鉄ケーブルネットワーク京都支店）
- 宇治市
- 城陽市
- 久世郡久御山町の一部

## 主な放送チャンネル

### 地上波系列別再送信局
| エリア                                          | NHK-G           | NHK-E   | NNN/NNS    | ANN            | JNN      | TXN        | FNN/FNS    | JAITS                         |
| ----------------------------------------------- | --------------- | ------- | ---------- | -------------- | -------- | ---------- | ---------- | ----------------------------- |
| 京田辺市 木津川市 精華町 宇治市 城陽市 久御山町 | NHK京都         | NHK大阪 | 読売テレビ | 朝日放送テレビ | 毎日放送 | テレビ大阪 | 関西テレビ | KBS京都 サンテレビ 奈良テレビ |
| 笠置町 南山城村                                 | NHK京都 NHK大阪 | NHK大阪 | 読売テレビ | 朝日放送テレビ | 毎日放送 |            | 関西テレビ | KBS京都 奈良テレビ            |

### 地上デジタル放送
| チャンネル                                      | チャンネル      | 放送局                                                                        |
| 京田辺市 木津川市 精華町 宇治市 城陽市 久御山町 | 笠置町 南山城村 | 放送局                                                                        |
| ----------------------------------------------- | --------------- | ----------------------------------------------------------------------------- |
| D01(D011)                                       | D01(D011-0)     | NHK京都総合                                                                   |
| D02(D021)                                       | D02(D021)       | NHK大阪教育                                                                   |
| D03(D031)                                       |                 | サンテレビ                                                                    |
|                                                 | D03(D011-1)     | NHK大阪総合                                                                   |
| D04(D041)                                       | D04(D041)       | 毎日放送                                                                      |
| D05(D051)                                       | D05(D051)       | KBS京都                                                                       |
| D06(D061)                                       | D06(D061)       | 朝日放送                                                                      |
| D07(D071)                                       |                 | テレビ大阪                                                                    |
| D08(D081)                                       | D08(D081)       | 関西テレビ                                                                    |
| D09(D091)                                       | D09(D091)       | 奈良テレビ                                                                    |
| D10(D101)                                       | D10(D101)       | よみうりテレビ                                                                |
| D11(D111)                                       | D11(D111)       | KCN京都ファミリーチャンネル                                                   |
| D12(D112)                                       |                 | KCN京都ファミリーチャンネル2                                                  |
|                                                 | D12(D112)       | 笠置テレビ （笠置町エリア） 南山城村コミュニティチャンネル （南山城村エリア） |

- 地上デジタル放送はパススルー方式のため、地上デジタル対応テレビまたはチューナでーあれば視聴可能。
- 笠置町・南山城村エリアでのサンテレビ、テレビ大阪の区域外再放送は笠置町・南山城村内での受信ができないことを理由に同意が得られていない[2][3]。

### BSデジタル放送
2K BS放送
| デジタル | 放送局               |
| -------- | -------------------- |
| 101      | NHK BS               |
| 141〜143 | BS日テレ             |
| 151〜153 | BS朝日               |
| 161〜163 | BS-TBS               |
| 171〜173 | BSテレ東             |
| 181〜183 | BSフジ               |
| 191〜193 | WOWOW                |
| 200      | BS10                 |
| 201      | BS10スターチャンネル |
| 211      | BS11デジタル         |
| 222      | TwellV               |
| 231〜232 | 放送大学テレビ       |
| 260      | J:COM BS             |
| 265      | BSよしもと           |

4K8K BS放送
| チャンネル | 放送局                |
| ---------- | --------------------- |
| 101        | NHK BSプレミアム4K    |
| 102        | NHK BS8K              |
| 141        | BS日テレ 4K           |
| 151        | BS朝日 4K             |
| 161        | BS-TBS 4K             |
| 171        | BSテレ東 4K           |
| 181        | BSフジ 4K             |
| 211        | ショップチャンネル 4K |
| 221        | 4K QVC                |

### CSテレビ局
| デジタル | 放送局                                               |
| -------- | ---------------------------------------------------- |
| C016     | ウェザーニューズ                                     |
| C051     | KBS WORLD                                            |
| C122     | ムービープラスHD                                     |
| C123     | LaLa TV HD                                           |
| C124     | スーパー!ドラマTV HD                                 |
| C125     | 日本映画専門チャンネルHD                             |
| C126     | アジアドラマチックTV★HD                              |
| C127     | 衛星劇場HD                                           |
| C132     | J SPORTS 4 HD                                        |
| C133     | ザ・シネマHD                                         |
| C134     | ヒストリーチャンネルHD                               |
| C135     | チャンネル銀河 歴史ドラマ・サスペンス・日本のうた HD |
| C136     | テレ朝チャンネル1HD                                  |
| C137     | フジテレビNEXT HD                                    |
| C158     | J SPORTS 3 HD                                        |
| C159     | 時代劇専門チャンネルHD                               |
| C166     | 日テレジータス HD                                    |
| C167     | ゴルフネットワークHD                                 |
| C168     | J SPORTS 1 HD                                        |
| C169     | J SPORTS 2 HD                                        |
| C210     | J sports ESPN                                        |
| C211     | スカイA                                              |
| C212     | GAORA SPORTS                                         |
| C213     | J sports 1                                           |
| C214     | J sports 2                                           |
| C215     | J sports 4                                           |
| C217     | ゴルフネットワーク                                   |
| C218     | 日テレジータス                                       |
| C220     | ムービープラス                                       |
| C221     | 日本映画専門チャンネル                               |
| C222     | チャンネルNECO                                       |
| C225     | 東映チャンネル                                       |
| C226     | 衛星劇場                                             |
| C230     | ファミリー劇場                                       |
| C231     | スーパー!ドラマTV                                    |
| C232     | アクションチャンネル                                 |
| C234     | 時代劇専門チャンネル                                 |
| C235     | LaLa TV                                              |
| C236     | アニマルプラネット                                   |
| C239     | ディズニー・チャンネル                               |
| C241     | アニマックス                                         |
| C242     | キッズステーション                                   |
| C250     | CNNj                                                 |
| C251     | 日経CNBC                                             |
| C254     | TBS NEWS                                             |
| C255     | ヒストリーチャンネル                                 |
| C256     | ディスカバリーチャンネル                             |
| C258     | テレ朝チャンネル2                                    |
| C261     | MUSIC ON! TV                                         |
| C262     | スペースシャワーTV                                   |
| C263     | MTV                                                  |
| C264     | 歌謡ポップスチャンネル                               |
| C270     | 囲碁・将棋チャンネル                                 |
| C271     | ショップチャンネル                                   |
| C272     | QVC                                                  |
| C276     | 釣りビジョン                                         |
| C281     | フジテレビTWO                                        |
| C282     | フジテレビONE                                        |
| C285     | グリーンチャンネル1                                  |
| C286     | グリーンチャンネル2                                  |
| C290     | プレイボーイチャンネル                               |
| C291     | チャンネル・ルビー                                   |
| C292     | レインボーチャンネル                                 |

- デジタルTVは日本デジタル配信を使用している。

### ラジオ局
| 周波数（MHz） | 放送局        |
| ------------- | ------------- |
| 78.2          | FM802         |
| 79.6          | α-station     |
| 81.1          | FM OSAKA      |
| 82.1          | Kiss-FM KOBE  |
| 82.8          | NHK京都FM     |
| 83.1          | FM COCOLO     |
| 84.1          | NHK大阪FM     |
| 88.8          | FMうじ        |
| 94.9          | KBS京都ラジオ |

- B333でWINJが放送されていたが、放送終了と同時に再送信が終了した。
- 79.5MHz（デジタルはC019[4]）で放送大学FMが放送されていたが、2018年3月31日に再送信が終了した[5][6]。

## KCN京都ファミリーチャンネル（地デジ11ch）の主な自主制作番組
- 週刊 地域トピックス
- Myけいはんな
- お見事!やましろ
- スイートなお散歩
- ちはやぶる

## その他
近鉄ケーブルネットワークグループの各ケーブルテレビ局（テレビ岸和田除く）では「Kブロードフォン」という独自のIP電話を提供している。ただし緊急電話などに対応していない場合があるため、詳細は近鉄ケーブルネットワーク#特記事項を参照。
緊急電話へ通話可能な電話サービスとして、「ケーブルプラス電話」（KDDIと提携）や「ケーブルライン光電話」（ソフトバンクテレコムと提携）も提供している。